# General Belgrano (partido)
Pour les articles homonymes, voir Belgrano.
General Belgrano est un partido de la province de Buenos Aires fondé en 1891 dont la capitale est General Belgrano.